# Крижанівська Тамара Луківна
Тамара Луківна Крижанівська (нар. 11 жовтня 1926, Одеса — пом. 12 листопада 1994, Синельникове) — українська майстриня художнього фарфору.

## Біографія
Народилася 11 жовтня 1926 року в місті Одесі (нині Україна). 1949 року закінчила Одеське художнє училище. З 1952 року працювала на Городницькому порцеляновому заводі. Була одружена з майстром художнього фарфору Олександром Крижанівським. Померла у місті Синельниковому 12 листопада 1994 року.

## Творчість
Спільно з чоловіком виконувала фарфорові скульптури малих форм, посуд, сервізи та побутові предмети. Серед творів:
- скульптурні композиції «Богдан Хмельницький» (1954), «Бандуристи» (1961), «Одарка і Карась» (1965), «Будьонівці» (1967), «Козаченьки» (1970);
- фігурки «Рукодільниця» (1950-ті), «Ведмедик» (1951), «Ескімос із рибиною» (1955), «Скоморох» (1960-ті), «Балерина» (1954);
- серія «Перші уроки» (1950–1960-ті);
- скульптурки «Ведмідь із балалайкою» (1954), «Рибки» (1960-ті), «Кобзар» (1964);
- чайні сервізи «Осінь», «Україна», набір чайників «Півні» (1970).

Брала участь у художніх виставках з 1960-х років.
Окремі роботи зберігаються в Національному музеї українського народного декоративного мистецтва у Києві.